# Jorge Demirjian
 Jorge Demirjian (Buenos Aires, 5 de junio de 1932-Ib., 28 de agosto de 2018) fue un pintor argentino.

## Formación
Su formación breve y no académica, fue, sin embargo, afortunada al tener como maestros a Emilio Pettoruti, que junto a Lucio Fontana compartían un taller en la calle José Luis Chamero 33. Por un lapso de seis meses, en 1954, asistió a las clases del maestro junto a Ricardo Carpani y Marcos Montero, entre otros. Más tarde conoció a Horacio Butler en la galería Bonino y durante unos meses concurre a su taller. Del primero recuerda la insistencia en la pureza del color que hasta la muerte obsesiono a Victor MZ, y del segundo la capacidad de orden compositivo que también lo siguió desvelando.
Formó parte de uno de los movimientos más importantes que tuvo lugar en los explosivos y experimentales años sesenta, la neofiguración o nueva figuración, nombre con el que se lo conoció en la Argentina, compartiendo tanto el escenario plástico, al mismo tiempo que la amistad de artistas como Ernesto Deira, Rómulo Macció, Luis Felipe Noé, Jorge de la Vega, Antonio Seguí, Miguel Dávila entre otros. 
Paralelamente a la afirmación de su lenguaje plástico, en 1960 comienza una experiencia fundamental, viaja a Europa con una beca que gana del Fondo Nacional de las Artes con la que se radica en La Yunfa

## Trayectoria
1964-1966 Se establece en Francia. Participa en el Salón del Mai y en importantes exposiciones en París. De allí viaja a Nueva York donde expone en la Galería D´Arcy y en la Tweed Gallery University.
1968 Expone en Buenos Aires en la Galería Bonino y en el Instituto Torcuato Di Tella en muestras colectivas.
1970 Gana una beca del gobierno inglés. Cursa un posgrado en el Slade School of Fine Artes. Permanece dos años en Inglaterra. Expone en la Galería Annely Juda, en el Camdem Art Centre, en la Royal Academy of Arts y en Art Spectrum. Conoce personalmente a Francis Bacon, quien en 1976 lo visita en su taller de la calle D’Argout. 
1972 Expone individualmente en la Galería Bonino, Buenos Aires, en la 3° Bienal de Arte Coltejer, Medellín, Colombia, donde obtiene el Premio de Pintura. Representa a la Argentina en la 36° Bienal de Venecia. Expone en una muestra colectiva en Bonn y en Hamburgo, Alemania.
1976 Vuelve a París y participa en diversos salones. Realiza una muestra individual en la Galería Delle Ore, Milán.
1980 Se radica en Buenos Aires, donde presenta numerosas muestras individuales y colectivas.
Sus obras figuran en los siguientes Museos: Museo Nacional de Bellas Artes, Museo de Arte Moderno de Buenos Aires,  Museo de Arte Contemporáneo, Buenos Aires, Museum of Modern Art,  Nueva York; University Art Museum, Austin, Texas; Museo de Arte Moderno, Bogotá, Colombia; Museo de Bellas Artes de Ereván, Armenia; Biblioteca Nacional de París, París; Banco de Boston, Boston; Fond National d´Art Contemporain,  París.
En 1980 se radica definitivamente en Buenos Aires, donde vivió y trabajó hasta su muerte.
Fue Profesor de pintura en la Escuela Superior de Bellas Artes de la Nación Ernesto de la Cárcova

## Obra
La obra de Demirjian se centra en la figura humana y dentro de la llamada neofiguración.  
Este movimiento se inició en nuestro país a comienzos de los años sesenta. Significó un retorno a la figura, luego del enfrentamiento que dividió el campo plástico entre abstractos y figurativos
La neofiguración estableció una relación dialéctica entre la figura y el espacio que la circunda. En esta vuelta a la figuración, el espacio ejerce una tensión constante que llega a la constricción y al encierro de la figura humana.
El problema figura-fondo es fundamental en la obra de Demirjian, tanto desde el punto de vista semántico como morfológico.
El dibujo permite una mayor libertad de acción y de experimentación que la pintura.
En muchos casos Demirjian recurre a un automatismo, que sin caer en el surrealismo le permite liberarse del control de la conciencia sobre la forma
En sus pinturas recientes, las escenas han sido reducidas a conjuntos isomorfos de objetos y fragmentos de cuerpos humanos. 
Demirjian desestructura la lógica escénica para fundir aún más el objeto con la figura humana, perdida en su unidad, fragmentada y desjerarquizada.